# Dorfkirche Iden

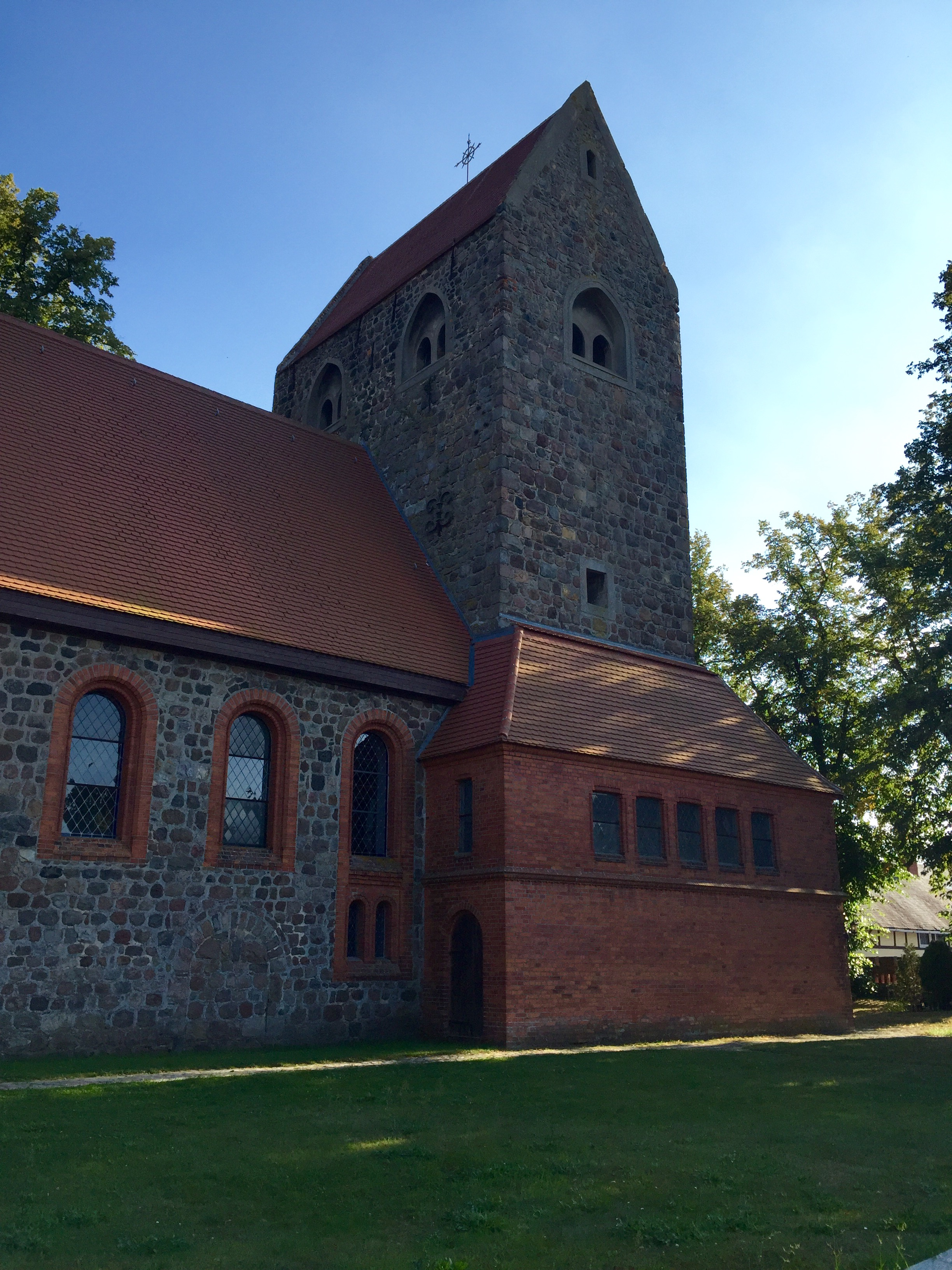
Dorfkirche Iden

Die evangelische Dorfkirche Iden ist eine romanische Saalkirche im Ortsteil Iden der Verbandsgemeinde Arneburg-Goldbeck im Landkreis Stendal in Sachsen-Anhalt. Sie gehört zum Pfarrbereich Königsmark im Kirchenkreis Stendal der Evangelischen Kirche in Mitteldeutschland.

## Geschichte und Architektur
Die spätromanische Feldsteinkirche in vollständiger Anlage besteht aus einem hochaufragenden Westquerturm, dem eingezogenen Schiff, einem eingezogenen Chor und einer halbrunden Apsis aus der zweiten Hälfte des 12. Jahrhunderts. Seitlich des Chors wurden 1888 kreuzförmige Anbauten für Sakristei und Patronatsloge in Backstein errichtet, gleichzeitig entstand die neugotische Vorhalle mit seitlichen Anbauten für Treppenaufgänge, die das Turmuntergeschoss umfängt und damit die klare architektonische Struktur der romanischen Kirche beeinträchtigt. An der Nordseite führte ein heute vermauertes Rundbogenportal in das Bauwerk; die Fenster wurden später erweitert und das mittlere Fenster der Apsis vermauert.
Das Schiff und der Chor sind flachgedeckt; die ursprüngliche Flachkuppel in der Apsis wurde durch ein spätgotisches Rippengewölbe ersetzt. Der Chorbogen wurde 1888 erweitert.

## Ausstattung
Das Hauptstück der Ausstattung ist ein barockes Altarretabel aus der Zeit um 1670, das im Mittelfeld eine geschnitzte Kreuzigungsgruppe zeigt, die ehemals vor einem bemalten Hintergrund stand; seitlich sind die Apostel Petrus und Paulus mit ausdrucksvoll dargestellten schwungvollen Gewändern aufgestellt. Das Ganze wird flankiert von weinlaubumwundenen Spiralsäulen; in der Predella findet sich eine originelle, medaillonartig verkürzte Darstellung des Abendmahls. Die Orgel mit vier rundbogigen Pfeifenfeldern im Prospekt ist ein Geschenk des Rittmeisters von Kahlden, stammt aus dem Jahr 1873 und wurde vom Orgelbauer Carl Friedrich Wilhelm Böttcher aus Magdeburg erbaut.
Figürliche Grabsteine erinnern an Maria von Rindtorff († 1583), ein Doppelgrabstein mit unleserlicher Inschrift vom Ende des 16. Jahrhunderts wurde für ein Ehepaar gesetzt, ein weiterer für eine weibliche Person ebenfalls vom Ende des 16. Jahrhunderts.
Inschriftgrabsteine erinnern an den Pfarrer Johannes Schultetus († 1661), den Pfarrer Karl Ludwig Adens († 1763), den Gutspächter Johann Georg Köllner († 1776) und den Pfarrer Ernst Haferburg († 1865). Außen vor dem vermauerten Nordportal befindet sich das Erbbegräbnis der Familie von Kahlden des 18. und 19. Jahrhunderts.
Der Kirchhof ist mit einer Mauer aus Feld- und Backstein eingefriedet, das rundbogige Portal stammt vom Anfang des 16. Jahrhunderts und zeigt eine segmentbogige Pforte und eine Zinnenbekrönung von 1888.